# Чучкевич Остап
Остап Чучкевич (псевдо: «Франц», «Франц Свобода» * 2 жовтня 1907, с. Романів, тепер Бібрська міська громада, Львівська область — 7 січня 1981, м. Клівленд, США) — український військовий та політичний діяч, член ОУН, командир 14-ї роти 29-го полку дивізії «Галичина», оберштурмфюрер. 

## Життєпис
Народився 2 жовтня 1907 в селі Романів (тепер Бібрська міська громада, Львівська область). 
У 1928 році закінчив Академічну гімназію у Львові. Згодом вивчав мостобудування у Мюнхені. 
Член ОУН з 1929 року, референт зв'язків для спеціальних завдань ПУН протягом 1938-1940. Під час розколу ОУН активно підтримав організацію на чолі з Андрієм Мельником.
З 1943 року в дивізії «Галичина», командир 14-ї роти 29-го полку. За проявлену мужність у Битві під Бродами нагороджений Залізним хрестом 2-го класу, а за контратаки проти радянських військ у Австрії отримав Залізний хрест 1-го класу.
Разом із дивізією перебував у полоні в Італії, де обіймав посаду заступника еміграційного бюро табору в Ріміні та голови ліквідаційної комісії, а згодом у Великій Британії.
З 1948 по 1956 рік проживав в Аргентині, а згодом оселився у США. Помер 7 січня 1981 року в Клівленді.